# Kangur szary
Kangur szary (Macropus fuliginosus) – gatunek ssaka z podrodziny kangurów (Macropodinae) w obrębie rodziny kangurowatych (Macropodidae).

## Taksonomia
Gatunek po raz pierwszy zgodnie z zasadami nazewnictwa binominalnego opisał w 1817 roku francuski zoolog Anselme Gaëtan Desmarest, nadając mu nazwę Kangurus fuliginosus. Miejsce typowe to Wyspa Kangura, Australia Południowa, Australia. Okazy typowe pochodzą z kolekcji Muzeum Historii Naturalnej w Paryżu: lektotyp to zamontowana skóra i czaszka samca (sygnatura MNHN-ZM-MO-1990-396) z kolekcji; paralektotyp to zamontowana skóra samicy (sygnatura MNHN-ZM-2014-70); oba okazy zostały zebrane w styczniu 1803 roku przez Charles’a Lesueura.
Tradycyjnie na podstawie kryteriów morfologicznych wyróżnia się 2 lub 3 podgatunki, jednak badania genetyczne przeprowadzone w XXI wieku nie wykazały większego zróżnicowania w obrębie gatunku.
Według autorów Illustrated Checklist of the Mammals of the World jest to gatunek monotypowy.

### Etymologia
- Macropus: gr. μακροπους makropous, μακροποδος makropodos ‘długo-stopy’, od μακρος makros ‘długi, wielki’; πους pous, ποδος podos ‘stopa’[11].
- fuliginosus: późnołac. fuliginosus ‘okopcony, pokryty sadzą’, od łac. fuligo, fuliginis ‘sadza’[12].

## Zasięg występowania
Kangur szary występuje w południowej Australii od Zatoki Rekina w Australii Zachodniej do południowo-zachodniego Queenslandu, włącznie z zachodnią Nową Południową Walią i zachodnią Wiktorią; zamieszkuje także Wyspę Kangura w Australii Południowej.

## Morfologia
Długość ciała (bez ogona) samic 67,1–174,6 cm, samców 94,6–222,5 cm, długość ogona samic 44,3–81,5 cm, samców 42,5–100 cm; masa ciała samic 17–39 kg, samców 18–72 kg. Sierść koloru szarobrązowego. 

## Ekologia
Zamieszkuje suche zarośla i lasy. Odżywia się głównie trawą i innymi roślinami zielnymi. Ciąża trwa zaledwie 36 dni, a młode pozostają w torbie przez 9 miesięcy. Żyje w dużych grupach, w których przeważają samice i młode. Wciąż jeszcze bardzo liczny w Australii, lecz rzadko eksponowany w europejskich kolekcjach.

## Status i liczebność
W Czerwonej księdze gatunków zagrożonych Międzynarodowej Unii Ochrony Przyrody i Jej Zasobów został zaliczony do kategorii LC (ang. least concern ‘najmniejszej troski’). Chroniony od 1983 roku. Zezwolenia na eksport dopuszczalne są tylko w stanach Australii Południowej i Nowej Południowej Walii. W 2011 roku liczebność populacji na obszarach dozwolonego komercyjnego odłowu szacowano na 2,35 miliona osobników.